# Русалка (сорт грозде)
Вижте пояснителната страница за други значения на Русалка.
Русалка е бял безсеменен десертен сорт грозде. Създаден е в Института по овощарство – гр. Пловдив от чл.- кор. Минчо Кондарев и колектив чрез кръстосване на сортовете „Май 5“ с „Безсеменен хибрид V-6“. Утвърден е като нов, оригинален безсеменен хибрид през 1979 г.
Русалка е най-ранният безсеменен сорт. Гроздето узрява през първото десетдневие на август. Лозите са средно растящи, с много добра родовитост и добивност. Сортът не е склонен към изресяване, не е устойчив на болести, неприятели и ниски зимни температури. При повишена почвена и въздушна влажност по време на узряване гроздето се напуква. Подходящи са по-леките и богати с хранителни вещества почви.
Гроздове – средни до големи, конични до пирамидални, полусвити до сбити. Зърната са средно големи, овалнояйцевидни. Кожицата е тънка, крехка, жълто-зелена, при узряване порозовява. Вкусът е приятен, хармоничен, неутрален.
Използва се за прясна консумация и основно за производство на висококачествени стафиди.